# Stazione di Sindorim
La stazione di Sindorim si trova lungo la linea 1 della metropolitana di Seul nel tratto in superficie, e offre lo scambio con la linea 2 in sotterranea. È anche il nodo di scambio fra la linea 2 e il suo ramo Sinjeong verso Kkachisan. La stazione si trova nella zona nord di Sindorim-dong, a Guro-gu, Seul.
La stazione di Sindorim è stata creata specialmente per servire da interscambio fra la linea 1 e la linea 2, e per questo non ci sono uscite dirette dalle piattaforme della linea 2.
È nota per essere la stazione più utilizzata dai pendolari di Seul, specialmente nelle ore di punta. Si stima che siano circa 320.000 i passeggeri che ogni giorno si trasferiscono fra le due linee in questa stazione.
Al momento si stanno progettando delle nuove banchine per la tratta circolare.